# 達爾·斯蒂芬斯
達爾·斯蒂芬斯（英語：Dale Stephens；1989年12月12日—）是一位已退役英格蘭足球運動員。在場上的位置是中場。

## 榮譽
查尔顿
- 英格蘭足球甲級聯賽: 2011–12[3]

白禮頓
- 英格蘭足球冠軍聯賽 runner-up: 2016–17[4]

## 外部連結
- 足球数据库：達爾·斯蒂芬斯的球员统计数据